# 波呂多洛斯 (卡德摩斯之子)
希臘神話中，波呂多洛斯是卡德摩斯和哈耳摩尼亞之長子，為底比斯之王。

## 生平
卡德摩斯死後，彭透斯曾短暫統治底比斯，直至戴歐尼修斯促使阿高厄殺死他。波呂多洛斯遂繼承彭透斯為王，並娶倪克透斯之女為妻。當其子拉布達科斯仍年幼時，波呂多洛斯便死去，留下倪克透斯為攝政王。
但在保薩尼亞斯的記述中，波呂多洛斯之治在其父讓位後開始。